# Зимбах (Ландау)
Зимбах (њем. Simbach) град је у њемачкој савезној држави Баварска. Једно је од 15 општинских средишта округа Динголфинг-Ландау. Према процјени из 2010. у граду је живјело 3.653 становника. Посједује регионалну шифру (AGS) 9279135.

## Географски и демографски подаци
Зимбах се налази у савезној држави Баварска у округу Динголфинг-Ландау. Град се налази на надморској висини од 440 метара. Површина општине износи 51,2 km². У самом граду је, према процјени из 2010. године, живјело 3.653 становника. Просјечна густина становништва износи 71 становника/km².

## Међународна сарадња
| Мјесто  | Држава  | Врста сарадње | Од    |
| ------- | ------- | ------------- | ----- |
| Толмецо | Италија | партнерство   | 2001. |
| Извор   |         |               |       |